# مریلا زارعی
مریلا زارعی (زادهٔ ۲۵ فروردین ۱۳۵۳) بازیگر ایرانی است. او برای فیلم‌های سربازهای جمعه (۱۳۸۲)، شیار ۱۴۳ (۱۳۹۲) و زیر سقف دودی (۱۳۹۵) برنده سه جایزهٔ بازیگری از جشنوارهٔ فیلم فجر شده است. زارعی برای مجموعه مانکن (۱۳۹۸) یک جایزه حافظ دریافت کرد.

## زندگی
مریلا زارعی ۲۵ فروردین ۱۳۵۳ در تهران به دنیا آمد. وی فارغ‌التحصیل صنایع غذایی از دانشگاه آزاد است. زارعی برای اولین بار با فیلم سلام سینما ساخته محسن مخملباف (۱۳۷۳) در سینما حضور پیدا کرد. بازی در فیلم دو زن (۱۳۷۷) یکی از شانس‌های بزرگ او بود. وی تا به حال با کارگردانانی همچون تهمینه میلانی و ابراهیم حاتمی‌کیا، اصغر فرهادی، مسعود کیمیایی و احمد مرادپور همکاری داشته است.
از دیگر نقش‌های وی می‌توان به بازی در فیلم سربازهای جمعه (۱۳۸۲) ساختهٔ مسعود کیمیایی و شیار ۱۴۳ (۱۳۹۲) ساختهٔ نرگس آبیار اشاره نمود که برای بازی در این دو فیلم موفق به دریافت سیمرغ بهترین بازیگر شده است.

## حواشی
مریلا زارعی از جمله افراد شرکت‌کننده در راهپیمایی روز قدس ۱۳۹۳ بود. اصغر فرهادی و نسرین ستوده کمپینی در فیس‌بوک در رابطه با بحران غزه ایجاد کردند. فرهادی و ستوده از همه خواستند با نوشتهٔ «کشتن هم‌نوعان خود را متوقف کنید» عکس گرفته و برای این صفحه فیس‌بوک ارسال کنند. بیش از ۴۰ هزار نفر از جمله افراد مشهوری مانند هانی ابواسعد کارگردان مشهور فلسطینی و خاویر باردم بازیگر مطرح و برنده اسکار به این کمپین پیوستند اما زارعی با اشاره به این نکته که این کمپین حالتی دوپهلو و فاقد صراحت دارد، به این کمپین نپیوست و از نحوه مواجهه اصغر فرهادی با وقایع غزه انتقاد کرد. وی در این باره در مصاحبه با روزنامه شرق گفت: «من از این حرکت خیلی خوشحالم. مطمئنم که واکنش همکارانم از سر خیرخواهی بوده و خیلی هم زیباست. من از همکارانم در این کمپین درخواست می‌کنم که به حرکت مثبتشان ادامه بدهند و به‌طور مشخص از جنایاتی که در حق مردم بی‌دفاع غزه شده هم نامی ببرند … نگران واکنش‌های جهانی از عملکردمان و از اینکه ممکن است در جشنواره‌های جهانی مورد هجمه قرار گیریم، نباشیم.» روزنامه کیهان در تحلیل این کار نوشت: «نام اصغر فرهادی در بین امضاکنندگان نامه اعتراضی سینماگران به رئیس سازمان ملل دیده نمی‌شود. اصغر فرهادی به این دلیل حاضر نشده در کمپین خودش هیچ نامی از رژیم صهیونیستی و نسل‌کشی غزه بیاورد که فکر می‌کند در صورت اعتراض، جوایز و پول‌های جشنواره‌های غربی را کسب نخواهد کرد.»

## فیلم‌شناسی

### سینمایی
| سال  | نام فیلم                  | کارگردان          |
| ---- | ------------------------- | ----------------- |
| ۱۴۰۳ | موسی کلیم‌الله             | ابراهیم حاتمی‌کیا  |
| ۱۴۰۰ | هناس                      | حسین دارابی       |
| ۱۳۹۸ | کارو                      | احمد مرادپور      |
| ۱۳۹۷ | ایده اصلی                 | آزیتا موگویی      |
| ۱۳۹۶ | سوءتفاهم                  | احمدرضا معتمدی    |
| ۱۳۹۵ | اسرافیل                   | آیدا پناهنده      |
| ۱۳۹۵ | زیر سقف دودی              | پوران درخشنده     |
| ۱۳۹۴ | بادیگارد                  | ابراهیم حاتمی‌کیا  |
| ۱۳۹۴ | دختر                      | رضا میرکریمی      |
| ۱۳۹۴ | گیتا                      | مسعود مددی        |
| ۱۳۹۳ | ماهی سیاه کوچولو          | مجید اسماعیلی     |
| ۱۳۹۲ | شیار ۱۴۳                  | نرگس آبیار        |
| ۱۳۹۲ | چ                         | ابراهیم حاتمی‌کیا  |
| ۱۳۹۱ | رژیم طلایی                | رضا سبحانی        |
| ۱۳۹۱ | همه چیز برای فروش         | امیر حسین ثقفی    |
| ۱۳۹۱ | هیس! دخترها فریاد نمی‌زنند | پوران درخشنده     |
| ۱۳۹۰ | خرس                       | خسرو معصومی       |
| ۱۳۹۰ | خوابم می‌آد                | رضا عطاران        |
| ۱۳۸۹ | جدایی نادر از سیمین       | اصغر فرهادی       |
| ۱۳۸۹ | گزارش یک جشن              | ابراهیم حاتمی‌کیا  |
| ۱۳۸۸ | دیگری                     | مهدی رحمانی       |
| ۱۳۸۸ | کیفر                      | حسن فتحی          |
| ۱۳۸۸ | نیش زنبور                 | حمیدرضا صلاحمند   |
| ۱۳۸۷ | یک اشتباه کوچولو          | محسن دامادی       |
| ۱۳۸۷ | دربارهٔ الی                | اصغر فرهادی       |
| ۱۳۸۷ | شیرین                     | عباس کیارستمی     |
| ۱۳۸۷ | مدیوم                     | علی توکل نیا      |
| ۱۳۸۷ | پریشانی                   | علی توکل نیا      |
| ۱۳۸۶ | دعوت                      | ابراهیم حاتمی‌کیا  |
| ۱۳۸۶ | خروس جنگی                 | مسعود اطیابی      |
| ۱۳۸۵ | آفتاب بر همه یکسان می‌تابد | عباس رافعی        |
| ۱۳۸۵ | دستهای خالی               | ابوالقاسم طالبی   |
| ۱۳۸۵ | نصف مال من، نصف مال تو    | وحید نیکخواه آزاد |
| ۱۳۸۴ | زاگرس                     | محمدعلی نجفی      |
| ۱۳۸۳ | حکم                       | مسعود کیمیایی     |
| ۱۳۸۳ | مجردها                    | اصغر هاشمی        |
| ۱۳۸۳ | زن زیادی                  | تهمینه میلانی     |
| ۱۳۸۲ | سربازهای جمعه             | مسعود کیمیایی     |
| ۱۳۸۲ | معادله                    | ابراهیم وحیدزاده  |
| ۱۳۸۲ | هم نفس                    | مهدی فخیم‌زاده     |
| ۱۳۸۱ | سیزده گربه روی شیروانی    | علی عبدالعلی‌زاده  |
| ۱۳۸۱ | واکنش پنجم                | تهمینه میلانی     |
| ۱۳۷۹ | تکیه بر باد               | داریوش فرهنگ      |
| ۱۳۷۷ | دو زن                     | تهمینه میلانی     |
| ۱۳۷۶ | زن شرقی                   | رامبد لطفی        |
| ۱۳۷۵ | روی خط مرگ                | شفیع آقامحمدیان   |
| ۱۳۷۴ | پاتک                      | علی‌اصغر شادروان   |

### تلویزیون
| سال  | نام فیلم         | کارگردان             | توضیحات                    |
| ---- | ---------------- | -------------------- | -------------------------- |
| ۱۳۹۱ | کلاه پهلوی       | سید ضیاءالدین دری    | شبکه ۱                     |
| ۱۳۸۲ | هم نفس           | مهدی فخیم‌زاده        | شبکه ۱                     |
| ۱۳۸۱ | دریایی‌ها         | سیروس مقدم           | شبکه ۵                     |
| ۱۳۸۰ | پلیس جوان        | سیروس مقدم           | شبکه ۳                     |
| ۱۳۷۹ | بازگشت به زندگی  | سید احمد سید پایداری | شبکه تهران                 |
| ۱۳۷۸ | زمان شوریدگی     | محمدعلی نجفی         | شبکه ۱                     |
| ۱۳۷۹ | ولایت عشق        | مهدی فخیم زاده       | شبکه ۱                     |
| ۱۳۷۶ | فردا دیر است     | حسن فتحی             | شبکه ۳ / بازیگر مهمان      |
| ۱۳۷۶ | شن‌های کف رودخانه | یوسف سید مهدوی       | شبکه ۳                     |
| ۱۳۷۶ | کهنه‌سوار         | اکبر خواجویی         | شبکه ۳                     |
| ۱۳۷۵ | هوای تازه        | حسن فتحی             | شبکه ۲                     |
| ۱۳۷۵ | دبیرستان خضراء   | اکبر خواجویی         | شبکه ۲                     |
| ۱۳۷۴ | جهان وارونه      | بهمن زرین‌پور         | شبکه ۳ / پخش در نوروز ۱۳۷۵ |
| ۱۳۷۴ | مهر خوبان        | یوسف سید مهدوی       | شبکه ۳                     |
| ۱۳۷۴ | کارآگاه          | حسن هدایت            | شبکه ۱                     |

### شبکه نمایش خانگی
| سال  | نام فیلم    | کارگردان        |
| ---- | ----------- | --------------- |
| ۱۳۹۸ | مانکن       | حسین سهیلی‌زاده  |
| ۱۴۰۰ | جیران       | حسن فتحی        |
| ۱۴۰۱ | نوبت لیلی   | روح‌الله حجازی   |
| ۱۴۰۲ | افعی تهران  | سامان مقدم      |
| ۱۴۰۳ | جنگل آسفالت | پژمان تیمورتاش  |
| ۱۴۰۳ | بی‌عاطفه     | کمال تبریزی     |
| ۱۴۰۳ | کوری        | سجاد پهلوان‌زاده |

## جوایز و نامزدی‌ها
| سال  | جشنواره                            | بخش                       | اثر                       | نتیجه        | جایزه        | منبع   |
| ---- | ---------------------------------- | ------------------------- | ------------------------- | ------------ | ------------ | ------ |
| ۱۳۸۲ | بیست و دومین جشنواره فیلم فجر      | بهترین بازیگر نقش مکمل زن | سربازهای جمعه             | برنده        | سیمرغ بلورین |        |
| ۱۳۸۳ | بیست و سومین جشنواره فیلم فجر      | بهترین بازیگر نقش اول زن  | زن زیادی                  | نامزدشده     | سیمرغ بلورین |        |
| ۱۳۸۷ | بیست و هفتمین جشنواره فیلم فجر     | بهترین بازیگر نقش مکمل زن | دربارهٔ الی                | نامزدشده     | سیمرغ بلورین |        |
| ۱۳۸۸ | بیست و هشتمین جشنواره فیلم فجر     | بهترین بازیگر نقش اول زن  | کیفر                      | دیپلم افتخار |              |        |
| ۱۳۹۱ | سی و یکمین جشنواره فیلم فجر        | بهترین بازیگر نقش مکمل زن | هیس! دخترها فریاد نمی‌زنند | نامزدشده     | سیمرغ بلورین |        |
| ۱۳۹۲ | سی و دومین جشنواره فیلم فجر        | بهترین بازیگر نقش اول زن  | شیار ۱۴۳                  | برنده        | سیمرغ بلورین |        |
| ۲۰۱۴ | جشنواره فیلم آسیا پاسیفیک استرالیا | بهترین بازیگر نقش اول زن  | شیار ۱۴۳                  | جایزه ویژه   |              | [ ۱۰ ] |
| ۱۳۹۴ | سی و چهارمین جشنواره فیلم فجر      | بهترین بازیگر نقش مکمل زن | دختر                      | نامزدشده     | سیمرغ بلورین |        |
| ۱۳۹۵ | سی و پنجمین جشنواره فیلم فجر       | بهترین بازیگر نقش اول زن  | زیر سقف دودی              | برنده        | سیمرغ بلورین |        |
| ۱۳۹۹ | بیستمین جشن حافظ                   | بهترین بازیگر زن درام     | مانکن                     | برنده        | تندیس حافظ   | [ ۱۱ ] |

- برنده سیمرغ بلورین بهترین بازیگر نقش اول زن از جشنواره فیلم فجر قم (شیار۱۴۳) (۱۳۹۲)
- برنده سیمرغ بلورین بهترین بازیگر نقش اول زن از جشنواره فیلم فجر مشهد (شیار۱۴۳) (۱۳۹۲)
- کاندیدای بهترین بازیگر نقش مکمل زن از انجمن منتقدان و نویسندگان برای فیلم (هیس دخترها فریاد نمی‌زنند) (۱۳۹۲)
- کاندیدای بهترین بازیگر نقش اول زن از انجمن منتقدان و نویسندگان برای فیلم (خرس) (۱۳۹۱)
- تندیس بازیگر نقش مکمل زن از جشن خانه سینما برای فیلم (دربارهٔ الی) (۱۳۸۹)
- کاندیدای تندیس زرین بهترین بازیگر نقش اول زن (دعوت) (۱۳۸۷)
- کاندیدای تندیس زرین بهترین بازیگر نقش اول زن (دستهای خالی) (۱۳۸۶)
- کاندیدای لوح زرین بهترین بازیگر زن (زن زیادی) (۱۳۸۴)
- کاندیدای تندیس زرین بهترین بازیگر نقش اول زن (زن زیادی) (۱۳۸۴)
- برنده لوح زرین بهترین بازیگر زن (سربازهای جمعه) (۱۳۸۳)
- برنده تندیس زرین بهترین بازیگر نقش مکمل زن (سربازهای جمعه) (۱۳۸۳)
- تندیس بهترین بازیگر زن تلویزیون (۱۳۸۱)
- تقدیر برای حضور در سریال «ولایت عشق» (۱۳۸۰)
- برنده تندیس بازیگر نقش مکمل زن از جشن خانه سینما برای دو زن (۱۳۷۸)[۱۲][۱۳][۱۴][۱۵]
- نامزد بهترین بازیگر نقش اول زن در چهل و سومین جشنواره فیلم فجر بابت فیلم موسی کلیم‌الله (۱۴۰۳)